# Vitjazaster
Vitjazaster is een geslacht van kamsterren uit de familie Porcellanasteridae.

## Soort
- Vitjazaster djakonovi Belyaev, 1969